# Hyatt
Hyatt Hotels Corporation (произн. „Хайат“) е американска компания, управляваща вериги от хотели от висш клас. Управлението ѝ се намира в Чикаго.
Основана е през 1957 г. от братята Джей Прицкер (Jay A. Pritzker, 1922-1999) и Доналд Прицкер (1932-1972), внуци на Николай Яковлевич Прицкер (1871 – 1956), основател на династията Прицкер. Адвокатът Николай Прицкер е евреин, родом от Киев, семейството емигрира в САЩ през 1881 г. Той е братовчед на руския философ-екзистенциалист Лев Шестов (жената на Н. Я. Прицкер Анна също се пада братовчедка на Лев Шестов).
През 1979 г. Джей Прицкер и съпругата му Синди учредяват наградата „Pritzker“, която се финансира от семейство Прицкер и е спонсорирана от Фондация „Hyatt“. Смята се, че е една от най-престижните световни награди в областта на архитектурата и често е наричана „Нобелова награда за архитектура“.

## Собственици и ръководство
Собственик на компанията е семейство Прицкер, генерален директор – Марк Хопламазян.

## Дейност
Към март 2009 г. компанията управлява хотели в 45 страни, работещи под брандовете Hyatt, Hyatt Regency, Grand Hyatt, Park Hyatt, Hyatt Place и Hyatt Summerfield Suites. Общият брой на заетия персонал е над 90 хиляди служители. Финансови показатели не се обявяват.
През юни 2016 г. Hyatt обявява, че е постигнато споразумение за строеж на хотел „Hyatt Regency Sofia“ на мястото на бившия хотел Сердика на пл. В. Левски.